# DOF ASA
DOF ASA est une compagnie maritime norvégienne cotée en bourse créée en 1981 à Austevoll. Le siège social est à Storebø et la société opère dans les segments offshore et sous-marin en génie maritime. L'exploitation des navires est assurée par la filiale DOF Management.
La filiale DOF Subsea a été créée en 2005 lorsque DOF ASA a acquis Geo Group ASA et sa filiale Geoconsult AS.

## Flotte
Les actifs comprennent plus de 70 navires spécialisés :
- navire de construction offshore (OCV) : 27,
- remorqueur de manutention d'ancre (AHTS) : 19,
- navire de ravitaillement offshore (PSV) : 17,
- Véhicule sous-marin téléguidé ou Robot sous-marin autonome (ROV ou AUV) : 11.

## Galerie
| Nom                 | Image | Année de construction | Signal d'appel | Numéro IMO | Longueur | Tonnage | Chantier                                        |
| ------------------- | ----- | --------------------- | -------------- | ---------- | -------- | ------- | ----------------------------------------------- |
| Skandi Acergy       |       | 2008                  | 2BEJ5          | 9387217    | 156      | 16500   | Søviknes Verft (Ålesund)                        |
| Skandi Achiever     |       | 2007                  | C6WC7          | 9413810    | 106      | 7617    | Søviknes Verft (Ålesund)                        |
| PLSV Skandi Açu     |       | 2016                  | LAUP7          | 9706449    | 146      | 18075   | Søviknes Verft (Ålesund)                        |
| Skandi Admiral      |       | 1999                  | PO2773         | 9185023    | 83       | 4370    | Hellesøy verft                                  |
| OCSV Skandi Africa  |       | 2015                  | C6BU7          | 9687459    | 161      | 22689   | Søviknes Verft (Ålesund)                        |
| Skandi Aukra        |       | 2012                  | LAOP7          | 9625425    | 88       | 3966    | Aukra burk (Aukra)                              |
| Skandi Barra        |       | 2005                  | LALG7          | 9330680    | 86       | 3350    | Søviknes Verft (Ålesund]                        |
| Skandi Bergen       |       | 2013                  | BYLD           | 9657882    | 121      | 8922    | Søviknes Verft (Ålesund)                        |
| PLSV Skandi Búzios  |       | 2016                  | LAUT7          | 9706528    | 146      | 18075   | Vard Tulcea (Roumanie) Søviknes Verft (Norvège) |
| Skandi Caledonia    |       | 2003                  | LALA7          | 9281657    | 84       | 3285    | Fitjar Mekaniske Verksted (Fitjar)              |
| Skandi Carla        |       | 2001                  | C6RX4          | 9239446    | 84       | 4456    | Aukra bruk (Aukra)                              |
| Skandi Emerald      |       | 2011                  | C6ZC7          | 9447639    | 75       | 3181    | STX Europe (Vũng Tàu)                           |
| Skandi Fjord        |       | 1983                  | C6QW4          | 8211863    | 88       | 2891    | Kaldnes Mekaniske Verksted (Tønsberg)           |
| Skandi Gamma        |       | 2011                  | LCML           | 9508067    | 95       | 5054    | Søviknes Verft (Ålesund)                        |
| Skandi Iceman       |       | 2013                  | LFMY           | 9660073    | 93       | 8269    | Søviknes Verft (Ålesund)                        |
| Skandi Inspector    |       | 1979                  | J8B5382        | 7905285    | 81       | 3345    | Hatlø Verksted                                  |
| Skandi Marstein     |       | 1996                  | OXGO2          | 9122978    | 84       | 3171    | Aker Yards (Tulcea)                             |
| Skandi Mongstad     |       | 2008                  | LALP           | 9383871    | 97       | 4859    | Kleven Verft (Ulstein)                          |
| Skandi Neptune      |       | 2001                  | LASG5          | 9205720    | 104      | 6318    | Brattvåg Skipsverft (Brattvåg (en))             |
| Skandi Patagonia    |       | 2000                  | LLFR3          | 9182203    | 93       | 4641    | Brattvåg Skipsverft (Brattvåg (en))             |
| Skandi Rona         |       | 2002                  | LNFK3          | 9249635    | 84       | 3252    | Myklebust Verft                                 |
| Skandi Skansen      |       | 2011                  | MAXR6          | 9459759    | 109      | 8222    | Aukra bruk (Aukra)                              |
| Skandi Sotra        |       | 2003                  | LLYV3          | 9276391    | 86       | 3482    | Myklebust Verft                                 |
| Skandi Stord        |       | 1999                  | LJLD3          | 9198484    | 73       | 2656    | Asenav                                          |
| Skandi Texel        |       | 2006                  | LAGP6          | 9283473    | 69       | 2447    | Fitjar Mekaniske Verksted (Fitjar)              |
| Skandi Vega         |       | 2010                  | 3YLA           | 9435715    | 110      | 8164    | Aukra bruk (Aukra)                              |
| PLSV Skandi Vitória |       | 2010                  | PPZK           | 9387231    | 142      |         | ex-STX Group (Ipojuca-Brésil)                   |

### Lierns externes
- Site officiel : DOF ASA
- DOF Subsea